# Calciumcarbid-Verfahren

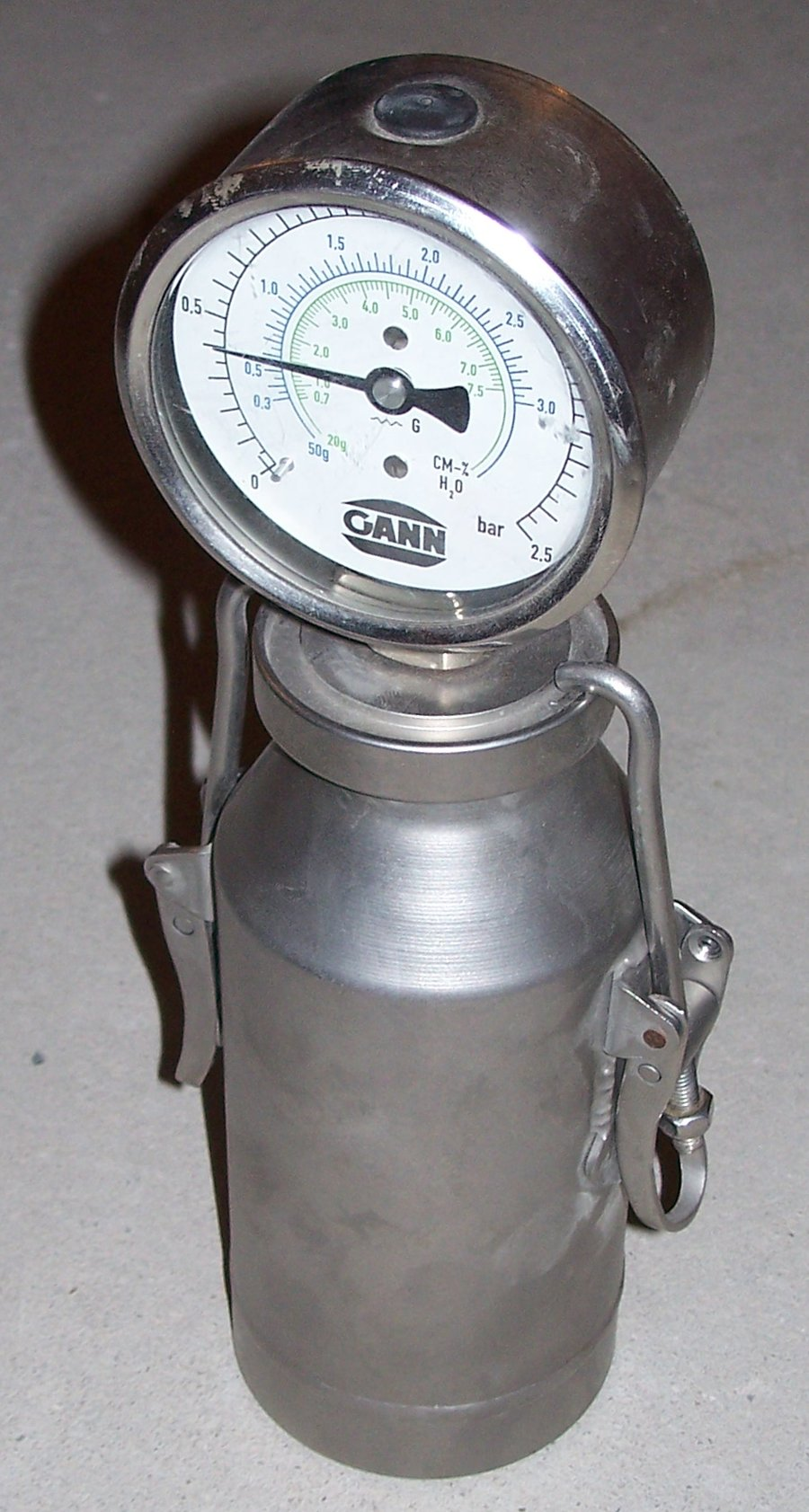
Probenflasche mit Manometer

Das Calciumcarbid-Verfahren bzw. Calciumcarbid-Methode (CM-Messung) ist eine schnelle und für viele Fälle ausreichend genaue Feldmethode zur Feuchtemessung. Sie kann dann verwendet werden, wenn ein allseitiger Kontakt des Calciumcarbids mit der Materialprobe hergestellt werden kann.

## Vorgehensweise

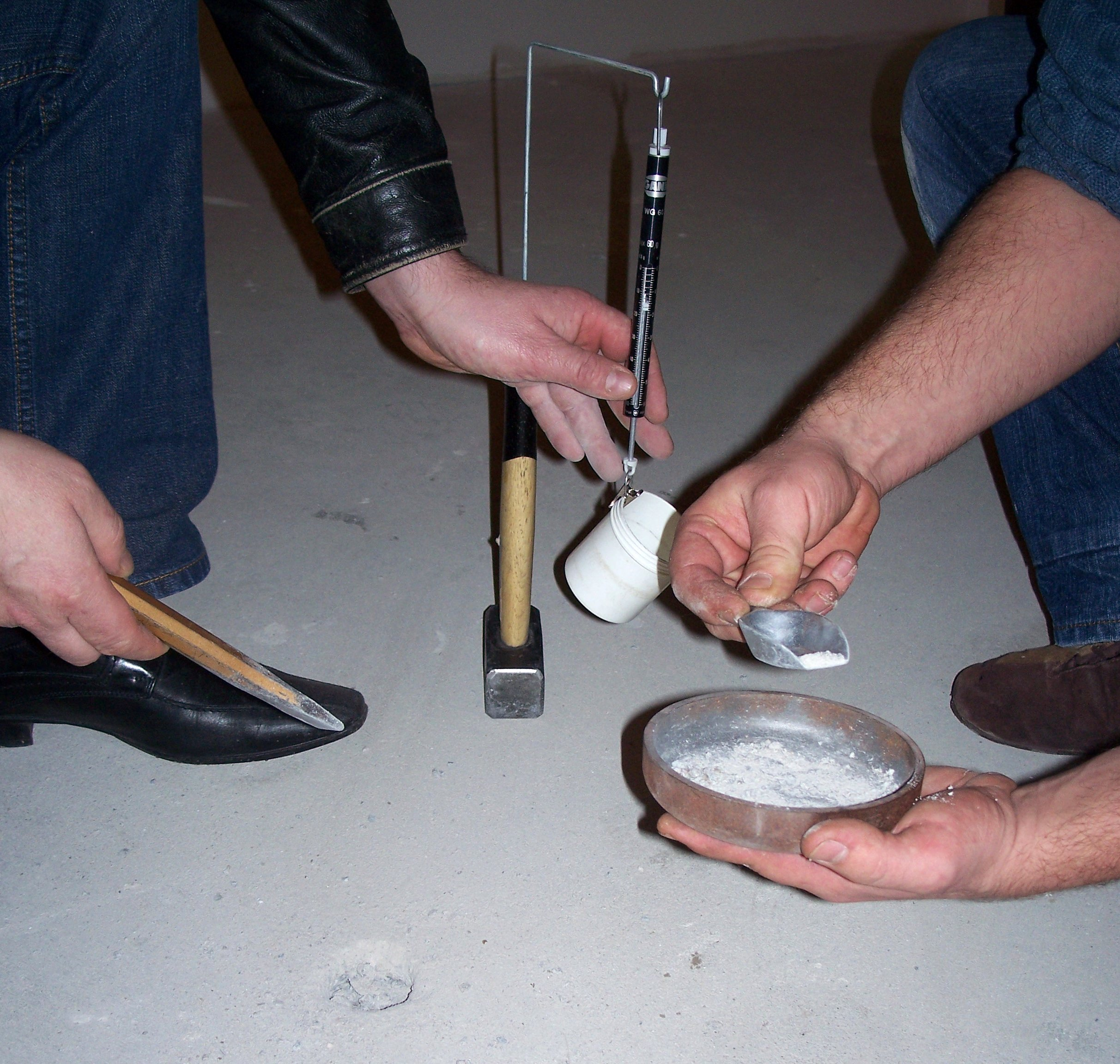
Gewinnung einer Estrichprobe

Bei diesem Verfahren wird die feuchte Probe gewogen und danach in einen Druckbehälter eingeführt, in dem sich Stahlkugeln sowie eine Glasampulle mit Calciumcarbid befinden. Alles wird im verschlossenen Behälter zerkleinert und vermischt. Das enthaltene Wasser bildet mit Calciumcarbid nach folgender Gleichung Acetylen:
{\displaystyle \mathrm {CaC_{2}\ +2\ H_{2}O\longrightarrow \ Ca(OH)_{2}+C_{2}H_{2}} }
Die Menge des Acetylens wird durch Messung des Druckanstieges über ein Manometer bestimmt und ist das Maß für die Menge an zuvor vorhandenem Wasser. Die Bestimmung des Wassergehalts erfolgt mit Bezug auf die Probenmasse. Bewährt hat sich diese Methode für die Überprüfung des Wasser-Zement-Werts von Frischbeton. Es ist mit Messabweichungen von ± 1–3 % der in der Probe vorhandenen Feuchte zu rechnen.
Fehlermöglichkeiten sind Wägefehler einer zu kleinen Probe sowie unvollkommene Reaktion durch ungenügenden Kontakt des Inneren von zu großen Partikeln mit dem Calciumcarbid. Beim vorherigen Zerkleinern kann außerdem Feuchte aus dem Material verdunsten oder aus der Luft aufgenommen werden. Die Menge des Probenmaterials ist abhängig von der Korngröße (2–5 mm). Beispielsweise sind für Zementestrich 50 g und bei Anhydritestrich 100 g Probenmaterial notwendig.
Die Entnahme der Proben soll über die Höhe der Tragschicht erfolgen. Beim Messvorgang muss aufgrund starker Temperaturabhängigkeit des Behälterdrucks auf Temperaturkonstanz geachtet werden. Die Messzeiten sind relativ lang und können bei Lebensmitteln bis zu 20 Minuten betragen. Das Messverfahren ist einfach handhabbar, erfordert jedoch einen relativ hohen Aufwand zur Probenvorbereitung und Messung.

## Kritik
Die CM-Messung als Messverfahren für die Bestimmung der Restfeuchte eines Estrichs ist in den letzten Jahren immer stärker in die Kritik geraten, was einerseits mit den verfahrensimmanenten Fehlerquellen zusammenhängt, andererseits auch mit den empfohlenen Grenzwerten für die so genannte Belegreife, die bei den heute verwendeten Estrichmischungen (CEM II-Zement statt CEM I-Zement, verändertes Wasser-/Zement-Verhältnis) keine Gültigkeit mehr haben.
Schon im Jahr 1997 wurde eine Studie des Eidgenössischen Materialprüfungsamts veröffentlicht, die zu dem Ergebnis kommt: „Zusammenfassend kann festgestellt werden, dass die CM-Methode ... weder an den untersuchten Zementmörtelproben brauchbare Ergebnisse lieferte[n], noch für die Baupraxis eingesetzt werden sollte[n]“.
Eine im März 2012 veröffentlichte Studie der Technischen Kommission Bauklebstoffe (TKB) und der Universität Siegen kommt zu dem Ergebnis, dass der CM-Grenzwert von 2 % (bei Zementestrichen) belegreife von nicht belegreifen Estrichen nicht sicher trennt. Bei diesem Grenzwert werden auch nasse Estriche als trocken bewertet.
Im März 2016 erfolgte mit dem Merkblatt TKB 16 der Technischen Kommission Bauklebstoffe (TKB) vom Industrieverband Klebstoffe und den Verbänden Zentralverband Parkett und Fußbodentechnik (ZVPF), Bundesverband Farbe Gestaltung Bautenschutz, Verband der Deutschen Parkettindustrie e.V. (vdp) , Verband mehrschichtig modularer Fußbodenbeläge e.V. (MMFA), Zentralverband Raum und Ausstattung (ZVR), Fachverband der Hersteller elastischer Bodenbeläge e.V. (FEB) und Bundesverband der vereidigten Sachverständigen für Raum und Ausstattung e.V. die Anerkennung der CM-Messung als anerkannte Regel der Technik. Damit kann auch ein Estrich anhand einer CM-Messung auf die Belegereife geprüft werden.
Eine Alternative zur CM-Methode ist die Messung der relativen Luftfeuchte (KRL) des Estrichs. Dabei entwickelt die Materialfeuchte des Estrichs in der sie umgebenden Luft einen Dampfteildruck, der als relative Luftfeuchte gemessen wird. Dazu wird eine Estrichfläche mittels einer allseitig abgeklebten Folie abgedichtet oder ausgestemmtes Estrichmaterial wird in einem Folienbeutel isoliert. In dem isolierten Luftraum erzeugt die Materialfeuchte ein relatives Luftfeuchtegleichgewicht. Bezogen auf eine angenommene Raumluftfeuchte von beispielsweise 50 % wird die Feuchte bzw. der Trocknungsgrad der Probe oder der Prüffläche bewertet. Entwickelt sich in dem isolierten Luftraum ein nahezu gleiches Luftfeuchtegleichgewicht als angenommen, wird vom Erreichen der Materialausgleichsfeuchte ausgegangen und der Estrich als trocken bezeichnet. Auf demselben Prinzip basiert eine an der Technischen Universität Wien entwickelten und patentierten Indikator-Vorrichtung zur Baustofffeuchtebestimmung. Dabei wird das kleine Messgerät vollständig im Estrich versenkt. Eine wasserdampfdurchlässige Membran ermöglicht eine Verbindung zum umgebenden Baumaterial, wodurch ein Feuchteausgleich erfolgt und sich die Luftfeuchtigkeit im Inneren des Messgeräts je nach Restfeuchte des Baumaterials einstellt. Ein hygroskopisches Element, das je nach Luftfeuchte sein Volumen ändert, ist mit einer vorgespannten Feder verbunden. Unterschreite die Feuchtigkeit der Bauschicht und somit die Luftfeuchtigkeit im Innenraum des Messgeräts einen bestimmten Wert, löst der Mechanismus aus und die mechanische Anzeige zeigt an, dass die Bauschicht trocken ist. Die Indikatorvorrichtung kann dabei auf unterschiedliche Luftfeuchtigkeiten eingestellt werden, je nachdem welche Bauschicht anschließend aufgebracht werden soll.